# IC 5178
IC 5178 је спирална галаксија у сазвјежђу Водолија која се налази на листи објеката дубоког неба у Индекс каталогу.
Деклинација објекта је - 22° 57' 16" а ректасцензија 22h 12m 33,2s. Привидна величина (магнитуда) објекта IC 5178 износи 13,8 а фотографска магнитуда 14,7. IC 5178 је још познат и под ознакама ESO 532-31, MCG -4-52-22, PGC 68287.